# 吉田花
吉田 花（よしだ はな、1987年11月8日 - ）は、日本のAV女優、ストリッパー、ヌードモデル。

## 略歴
神奈川県出身。2009年6月に『新人 夏になると急にHになっちゃう女の子デビュー』でAVデビュー。同年7月31日に東洋ショー劇場でストリップデビュー。2012年、アダルトビデオ30周年記念企画、AV30で発売された「マキシング5周年記念スーパーベスト歴代女優売上TOP100 ど〜んと8時間全て高画質で見せちゃいます」に収録されている。
2014年7月、セガのゲーム「龍が如く」のキャラクター出演をかけたセクシー女優人気投票にエントリー。同年8月24日、結果発表。「龍が如く0 誓いの場所」への出演権を逃した。順位・得票数未発表。

## 人物
- 趣味・特技: 料理、水泳、映画、お風呂
- 好きな物: マウントレーニア（ノンシュガー）、レッドブル、野菜、リラックマ

## 所属
- プロダクション: カプセルエージェンシー
- 劇場: 東洋ショー劇場

## 出演作品

### アダルトビデオ
2009年
- 新人 夏になると急にHになっちゃう女の子デビュー♪（7月16日、マキシング）[1]
- SUMMER GIRL ビキニが似合うぜお嬢さん（8月16日、マキシング）[1]
- 初コス!（9月16日、マキシング）[1]
- ザ・ギャルナン 23（11月9日、グローリークエスト）
- センズリをガン見するギャル 12人（12月3日、グローリークエスト）…オムニバス作品

2010年
- 素人猥写 22（1月3日、プレステージ）
- 24/7【TWENTY FOUR/SEVEN】 14（1月22日、プレステージ）[1]
- ショップ店員ハンター TARGET NO.1（2月2日、プレステージ）
- やっぱコンパはラリパッパ vol.06（3月2日、プレステージ）
- エロエロ暴走ファンタジー 時間が止まったスケベワールド（3月4日、アイエナジー）
- 「敏感すぎてエステも出来ない早漏美淑女の股間にフニャチンから勃起するまで擦り続けたらイクまで何秒？」VoL.1（3月4日、DANDY）
- おはズボッ！アソコ見てないでさっさとブチ込め！助けて〜、ダメッ壊れちゃう〜!!犯されて濡れる可愛娘ちゃんスペシャル（3月11日、アテナ映像）
- 巨乳ギャルレズレスリング！！ vol.03（4月6日、GARCON）
- 巨乳コスプレビキニアーマー（4月23日、TMA）…オムニバス作品
- ピタパンOL MANIAX（5月7日、TMA）
- 乳03系統 風俗バス ちちるんるん Fカップ88cm HANA（6月25日、チェリーズ）
- 東京ひとり暮らし はな 20歳（8月20日、S級素人）
- 巨乳お姉さん限定 パイズリ射精ナンパ（9月15日、STAR PARADISE）
- 家では貞淑!外ではど淫乱の超肉食系妻！旦那が汗水垂らして働いている目の前で狂ったようにSEXしよう!（10月7日、ディープス）
- Tokyo素人女子大生 4時間 MAXIMUM 2（10月15日、BAZOOKA）
- 麗しの美人OL 4時間 PREMIERE 3（10月22日、BAZOOKA）
- イカセッぱっ! 犠牲者（11月5日、GLAY'z）[1]
- 目的達成のためなら誰にでも抱かれます。一生懸命娘（11月25日、Fプロジェクト）
- 父と娘・兄と妹　一つ屋根の下の背徳/不純/非道徳SEX（11月25日、Fプロジェクト）

## 出演

### テレビ
- 吉沢明歩×○○（2009年6月19日、エンタ!371）[6]